# ロッカ・スゼッラ
ロッカ・スゼッラ（伊: Rocca Susella）は、イタリア共和国ロンバルディア州パヴィーア県にある、人口約200人の基礎自治体（コムーネ）。

## 地理

### 位置・広がり

#### 隣接コムーネ
隣接するコムーネは以下の通り。
- ボルゴ・プリオーロ
- ゴディアスコ・サリーチェ・テルメ
- モンテセーガレ
- レトルビド
- リヴァナッツァーノ・テルメ
- トッラッツァ・コステ

### 気候分類・地震分類
気候分類では、zona F, 3246 GGに分類される。
また、イタリアの地震リスク階級 (it) では、zona 3 (sismicità bassa) に分類される
。

## 行政

### 分離集落
ロッカ・スゼッラには、以下の分離集落（フラツィオーネ）がある。
- Ca' Corte, Ca' Fabbri, Casazza, Case Nuove, Castagnola, Ca' Sturla, Chiusani, Colombara, Gaminara, Giarone, Mezzenasco, Noceto Nuovo, Poggio Alemanno, San Gervaso, San Paolo, Stallara, Susella (sede comunale), Villacoltelletti